# Deione lingulata
Deione lingulata là một loài nhện trong họ Araneidae.
Loài này thuộc chi Deione. Deione lingulata được miêu tả năm 2009 bởi Han, Zhu & Herbert Walter Levi.